# Manuel Crespo
Manuel Crespo Candioti (Paraná, 1820-ibídem, 5 de marzo de 1887) fue un político argentino, que se desempeñó brevemente como gobernador de la provincia de Entre Ríos en 1887.

## Biografía
Nació en Paraná en 1820, fue hijo del político Antonio Ignacio Crespo Zabala, hermano de Prócoro Crespo Candioti, nieto de Francisco Candioti por parte de madre,  sobrino de  Domingo Crespo Zabala por parte de padre, y gobernador de la provincia de Entre Ríos.
En política, adhirió a Eduardo Racedo y fue legislador provincial y jefe de policía de Paraná entre 1883 y 1885.
El 1 de noviembre de 1886 fue elegido gobernador de la provincia de Entre Ríos en fórmula con Clemente Basavilbaso como vicegobernador. Su asunción fue adelantada del 1 de mayo (como se realizaba desde 1860) al 15 de enero de 1887 por la designación de su predecesor, Eduardo Racedo, como ministro de Guerra y Marina de la Nación. Sus ministros fueron Ramón Calderón y Torcuato Gilbert. En su breve gestión, implantó el sistema métrico decimal de pesas y medidas.
Sintiéndose enfermo, el 3 de marzo de ese año delegó el mando en Basavilbaso, falleciendo dos días después. Su período terminaba el 15 de enero de 1891.
Estaba casado con Antonia Aragós. Su hijo Antonio F. Crespo fue senador nacional.